# 帕拉库尔蒂
帕拉库尔蒂（Palakurthi），是印度安得拉邦Karimnagar县的一个城镇。总人口6964（2001年）。

## 人口
该地2001年总人口6964人，其中男性3620人，女性3344人；0—6岁人口889人，其中男465人，女424人；识字率56.23%，其中男性为65.52%，女性为46.17%。